# كاترين كينغ (مغنية)
كاترين كينغ (بالإنجليزية: Catherine King)‏ هي مغنية بريطانية، ولدت في 1950.

## وصلات خارجية
- كاثرين كينغ على موقع ميوزك برينز (الإنجليزية)
- كاثرين كينغ على موقع ديسكوغز (الإنجليزية)